# Michał Rudnik
Michał Rudnik (ur. w 1864, zm. 27 grudnia 1941 w Buczkowie) – polski rolnik, wójt w Buczkowie k. Bochni, członek Rady Powiatowej w Bochni, członek Rady Naczelnej PSL od 1909 roku, publicysta.
Był zastępcą posła do parlamentu austriackiego w 1907 roku. Poseł na Sejm w latach 1919–1922. 
Senator II kadencji wybrany w 1928 roku z województwa krakowskiego z Listy BBWR.